# NGC 3292-1
NGC 3292-1 is een lensvormig sterrenstelsel in het sterrenbeeld Sextant. Het hemelobject werd op 16 april 1887 ontdekt door de Amerikaanse astronoom Lewis A. Swift.

## Synoniemen
- MCG -1-27-23
- PGC 31370